# 畸形真寄居蟹
畸形真寄居蟹（学名：Dardanus deformis）为活額寄居蟹科真寄居蟹屬下的一个种。